# Lithosia luteomarginata
Lithosia luteomarginata är en fjärilsart som beskrevs av Aylmer Bourke Lambert 1906. Lithosia luteomarginata ingår i släktet Lithosia och familjen björnspinnare. Inga underarter finns listade i Catalogue of Life.